# Pholeuina
Pholeuina es una subtribu de coleópteros polífagos de la familia Leiodidae.

## Géneros
Se reconocen los siguientes:
- Adelopsella
- Albaniola
- Anillochlamys
- Antrocharis
- Aranzadiella
- Archeoboldoria
- Atticiella
- Babuniella
- Banatiola
- Baronniesia
- Bathysciella
- Bathysciola
- Bellesia
- Beronia
- Beskovia
- Besuchetiola
- Bithyniella
- Boldoria
- Breuilia
- Breuilites
- Bureschiana
- Canavesiella
- Cantabrogeus
- Capraiola
- Cavazzutiella
- Ceretophyes
- Ceuthophyes
- Closania
- Coiffaitiola
- Coreobathyscia
- Cryptobathyscia
- Cytodromus
- Dalmatiola
- Dellabeffaella
- Diaprysius
- Drimeotus
- Eskualdunella
- Espanoliella
- Euryspeonomus
- Fresnedaella
- Fusi
- Gesciella
- Hoffmannella
- Hussonella
- Insubriella
- Iranobathyscia
- Isereus
- Josettekia
- Karadeniziella
- Kobiella
- Lagariella
- Leonesiella
- Magdelainella
- Maroniella
- Mehadiella
- Monguzziella
- Muelleriella
- Naspunius
- Notidocharis
- Ochridiola
- Oresigenus
- Ovobathysciola
- Pallaresiella
- Pangaeoniola
- Parabathyscia
- Paranillochlamys
- Paraspeonomus
- Paratroglophyes
- Parvospeonomus
- Patriziella
- Perriniella
- Phacomorphus
- Pholeuon
- Protopholeuon
- Pseudoboldoria
- Pseudochlamys
- Pseudospeonomus
- Purkynella
- Quaestus
- Radevia
- Rhodopiola
- Royerella
- Salgadoia
- Sbordoniola
- Sengletiola
- Sophrochaeta
- Spelaeochlamys
- Speocharidius
- Speocharinus
- Speodiaetus
- Speonomidius
- Speonomites
- Speonomus
- Stygiophyes
- Tismanella
- Trapezodirus
- Trocharanis
- Troglocharinus
- Troglodromus
- Troglophyes
- Typhlochlamys
- Viallia
- Vratzaniola
- Zariquieyella